# Ashleigh Aston Moore
Ashleigh Aston Moore (* 30. September 1981 als Ashley Rogers in Sunnyvale, Kalifornien, Vereinigte Staaten; † 10. Dezember 2007 in Richmond, British Columbia, Kanada) war eine kanadische Schauspielerin.

## Leben
Ashleigh Aston Moore besuchte bis zur dritten Klasse eine Privatschule in Sunnyvale, die sie verließ, um sich der Schauspielerei zu widmen. Ab diesem Zeitpunkt wurde sie von ihrer Mutter zuhause unterrichtet. Diese unterstützte die Schauspielkarriere ihrer Tochter, für die Ashleigh sich bereits im Alter von vier Jahren zu interessieren begann.
Nach verschiedenen Auftritten in Werbefilmen spielte Moore 1992 ihre erste Rolle in dem kanadischen Fernsehfilm Du lügst. Ab 1992 war sie in allen drei Staffeln der Fernsehserie The Odyssey zu sehen. Für ihre Leistung in ihrem zweiten Fernsehfilm Family of Strangers erhielt sie 1994 eine Nominierung als Beste Nebendarstellerin für den Gemini Award. 
Ihre größte Rolle hatte Moore 1995 in dem Spielfilm Now and Then – Damals und heute, für die die Schauspielerin etwa 10 kg zunehmen musste. Für ihre Darstellung der Chrissy DeWitt wurde sie 1996 zusammen mit Thora Birch, Gaby Hoffmann und Christina Ricci für einen Young Artist Award in der Kategorie Beste Besetzung in einem Spielfilm nominiert. 1995 erhielt sie zudem den YTV Achievement Award. Es folgten weitere Auftritte in Filmen und Fernsehfilmen sowie Gastrollen in Fernsehserien.
Im Jahr 1997 spielte sie in einer Folge der Fernsehserie Ein Hauch von Himmel, anschließend unterbrach sie ihre Schauspielkarriere für ein Studium an der East Carolina University, um Lehrerin zu werden. Ihre letzte Rolle, neben kleinen Auftritten in Studentenfilmen, hatte sie 1999 und 2000 in zwei Folgen von G vs E. 
Moore starb am 10. Dezember 2007 im Alter von 26 Jahren.

## Filmografie
- 1992: Du lügst (Liar, Liar, Fernsehfilm)
- 1992–1994: The Odyssey (Fernsehserie, 37 Folgen)
- 1993: Family of Strangers (Fernsehfilm)
- 1994: Defenceless – Ausgeliefert (Sin & Redemption, Fernsehfilm)
- 1994: Verabredung zum Mord (Beyond Obsession, Fernsehfilm)
- 1994, 1995: Madison (Fernsehserie, 2 Folgen)
- 1995: Ausgerechnet Alaska (Northern Exposure, Fernsehserie, Folge 6x22)
- 1995: Now and Then – Damals und heute (Now and Then)
- 1995: Gold Diggers – Das Geheimnis von Bear Mountain (Gold Diggers: The Secret of Bear Mountain)
- 1996: Die Gruft in den Sümpfen (The Grave)
- 1996: Strange Luck – Dem Zufall auf der Spur (Strange Luck, Fernsehserie, Folge 1x16)
- 1996: Ich begehre deinen Sohn (A Friend's Betrayal, Fernsehfilm)
- 1997: Ein Hauch von Himmel (Touched By An Angel, Fernsehserie, Folge 4x06)
- 1999, 2000: G vs E (Fernsehserie, 2 Folgen)